# Sami (čimpanza)
Sami (Osijek, 1979. – Beograd, 1992.) je ime najpoznatijeg čimpanze koji je živio u beogradskom zoološkom vrtu.
Široj javnosti je postao poznat kada je krajem osamdesetih dva puta bježao iz zoološkog vrta. U potjeri po ulicama i krovovima Beograda najveću ulogu je imao direktor vrta Vuk Bojović.
Na 60. rođendan vrta podignut je spomenik Samiju ispred kaveza s majmunima.

## Vanjske poveznice
- Članak o Samiju u leksikonu YU mitologije  Arhivirana inačica izvorne stranice od 12. kolovoza 2007. (Wayback Machine)